# 마고 헤밍웨이
마고 루이즈 헤밍웨이(영어: Margaux Louise Hemingway, 1954년 2월 16일 ~ 1996년 7월 1일)는 미국의 모델이자 배우이다.
작가 어니스트 헤밍웨이는 할아버지, 낚시꾼 잭 헤밍웨이는 아버지, 배우 매리얼 헤밍웨이는 여동생이다. "마고"는 할아버지인 어니스트가 좋아했던 와인 샤토 마르고에서 붙여졌다. 배우뿐만 아니라 모델로서도 성공하는 등 명성을 얻었지만, 사생활에서는 양극성 장애를 앓고 있었다고 하며, 2번의 이혼, 알코올 중독도 있었다고 한다. 1996년 7월 1일에 항불안제를 대량 섭취한 것으로 사망했다. 자살로 볼 수 있다.